# Stratís Paschális
Pour les articles homonymes, voir Pascalis.
Stratís Paschális ou Stratis Pascalis (grec moderne : Στρατής Πασχάλης) est un poète et traducteur grec né en 1958 à Athènes. Sa famille est originaire de Mytilène, dans l'île de Lesbos.

## Biographie
Depuis la publication de son premier recueil de poésie, Aνακτορία (Anaktoria), en 1977, aux Éditions Ίκαρος (Ikaros), il a publié une dizaine de recueils, dont une anthologie, Στίχοι ενός άλλου (Écrits d’un autre), en 2003, aux éditions Μεταίχμιο (Metaichmio). En 2006, il a publié le roman Ο άνθρωπος του λεωφορείου (L'homme de l'autobus) et en 2008 le recueil de poésie Εποχή Παραδείσου (Saison de Paradis) aux éditions Γαβριηλιδης (Gavriilidis).
Il a traduit et adapté de nombreux auteurs, poètes et dramaturges de la littérature française, comme Racine, Rostand, Lautréamont ou Rimbaud (dont les Illuminations (Εκλάμψεις), en 2008).
Il a reçu de nombreux prix, dont le Prix national de traduction en 1998 et deux fois le Prix de poésie du magazine Διαβάζω (Diavazo), en 1999 et en 2009.[réf. souhaitée]

## Œuvres

### Poésie

#### En grec
- Aνακτορία (Anaktoria), Athènes, Ikaros, 1977
- Ανασκαφή (Fouille), Athènes, Ikaros, 1984
- Μια Νύχτα του Ερμαφρόδιτου (Une nuit de l’Hermaphrodite), Athènes, Ikaros, 1989
- Βυσσινιές στο σκοτάδι, (Cerisiers dans les ténèbres), Athènes, Ikaros, 1991
- Άνθη του νερού (Fleur de  l’eau), Athènes, Ikaros, 1994
- Μιχαήλ (Michel), Athènes, Akritas, 1996
- Κωμωδία (Comédie), Athènes, To Rodakio, 1998
- Στίχοι ενός άλλου, (Écrits d’un autre) Athènes, Métaichmio, 2003
- Κοιτάζοντας δάση (En regardant les forêts), Athènes, Métaichmio, 2003
- Εποχή Παραδείσου (Saison de Paradis), Athènes, Gavriilidis, 2008
- Εκεί θα φυτέψω το Δέντρο, Garrigue urbaine, "12*2*2", Genève, Le Miel de l’Ours, 2012 (bilingue grec-français, en collaboration avec Rolf Doppenberg)
- Τα εικονομίσματα, Athènes, Gavriilidis, 2013

### Roman

#### En grec
- Ο άνθρωπος του λεωφορείου (L'homme de l'autobus), Gavriilidis, 2006

### Traductions
- Jeffrey Carso, 49 Σχόλια στην ποίηση του Οδυσσέα Ελύτη, Ypsilon, 1983, réédité en 2011
- Claude Mossé, Η Αρχαϊκή Ελλάδα (La Grèce archaïque), Μορφωτικό Ίδρυμα Εθνικής Τράπεζας, 1986
- Guy de Maupassant, Ο Οξαποδός και άλλες ιστορίες τρόμου και τρέλας (Le Horla), Ikaros, 1991
- Jean Racine, Ανδρομάχη (Andromaque), Μέγαρο Μουσικής Αθηνών, 1992
- Jean Racine, Βερενίκη (Bérénice), Institut Français d’Athènes, 1994
- Jean Racine, Φαίδρα (Phèdre), Institut Français d’Athènes, 1997
- Pierre Campion, Μαλλαρμέ (Mallarmé), Pataki, 1998
- Tony Kushner, Φρεναπάτη (L'Illusion), Dolichos, 1999
- Edmond Rostand, Οι ρομαντικοί (Les Romanesques), Δημοτικό Περιφερειακό Θέατρο Πάτρας (Théâtre de Patras), 2000
- Gérard Bras, Ο Χέγκελ και η τέχνη, (Hegel et l’Art), Pataki, 2000
- Yi Mun-yol, Ο ποιητής (Le poète), Métaichmio, 2000
- Arthur Rimbaud, Ένα ποίημα και πέντε επιστολές, Αυτά που λεν στον ποιητή μιλώντας για λουλούδια (Ce qu'on dit au poète à propos des fleurs), Gavriilidis, 2000.
- Dom André Louf, Η ταπείνωση, Akritas, 2000
- Collectif, Georg Friedrich Händel: Ιεφθάε, (Jephté) Μέγαρο Μουσικής Αθηνών (2001)
- William Shakespeare, Αγάπης αγώνας άγονος, Métaichmio, 2002
- Peter Brook, The Man Who, Dolichos, 2003
- Jean Racine, Βερενίκη (Bérénice), Néféli, 2005
- Arthur Rimbaud, Το μεθυσμένο καράβι (Le bateau ivre), Gavriilidis, 2006
- Arthur Rimbaud, Εκλάμψεις (Les Illuminations), Gavriilidis, 2008
- Euripide, Ορέστης (Oreste), Néféli, 2008
- Lautréamont, Μαλντορόρ  (Les Chants de Maldoror), Néféli, 2010

## Source
- Stratís Paschális sur Biblionet